# 웨이드 보그스
웨이드 앤서니 보그스(Wade Anthony Boggs, 1958년 6월 15일 ~ )는 미국의 전 프로 야구 3루수이다.  그는 자신의 18년 야구 경력을 주로 보스턴 레드삭스에서 보냈으나 애틀랜타 브레이브스에 자신이 우승을 거둔 1996년 월드 시리즈와 자신이 3,000개 안타를 도달한 탬파베이 데블 레이스를 위하여 활약하기도 하였다.  1980년대와 1990년대에 그의 안타는 그를 아메리칸 리그 타구 타이틀들을 위한 다년생 경쟁자로 만들었다.  그는 최소한 1,000회의 본루 출연과 함께 메이저 리그 베이스볼 선수들 중에 타구 평균을 위하여 경력 지도적 선수들의 명단에 33위이며 아직도 살아있는 자들의 높은 랭킹을 가지고 있다.  보그스는 2004년 레드삭스 명예의 전당, 그리고 2005년 미국 야구 명예의 전당으로 선출되었다.
12개의 연속적 올스타전 출연들과 함께 보그스는 3루수로서 연속적 출연들의 수에서 브룩스 로빈슨과 조지 브렛 만의 뒤로 3위이다.  1997년 그는 100명의 거대한 야구 선수들의 스포팅 뉴스 명단에 95위에 들었다.  플로리다주 탬파에 있는 플랜트 고등학교의 1976년 졸업생인 보그스는 현재 탬파의 이웃 탬파팜스에 거주하고 있다.

## 어린 시절
네브래스카주 오마하에서 윈필드 케네디 보그스 주니어와 수 넬 그레이엄의 3명의 아들들 중에 막내로 태어났으며 웨이드는 연대 군사 육성을 가졌다.  윈필드와 수는 조지아주에 있는 군사 기지에서 1946년에 만났다.  제2차 세계 대전에서 수 여사가 메일 비행기를 조종한 동안 윈필드는 제2차 세계 대전에서 해병대와 복무하였고 한국 전쟁에서 공군을 위하여 날았다.  보그스 가족은 웨이드가 11세때 플로리다주 탬파에 정착하기 전에 푸에르토리코와 서배너를 포함하여 몇몇의 다른 장소들에서 살았다.  그는 플랜트 고등학교에서 수학하여 야구를 하고, 시니어로서 올스테이트 미식축구 선수였다.  보그스는 부상을 피하는 데 포지션들을 전향할 때 자신의 시니어 해까지 쿼터백으로 활약하여 자신의 야구 경력을 보호하였다.  왼발의 플레이스키커와 펀터로서 그의 성공은 그에게 사우스캐롤라이나 대학교로부터 장학금 제공을 얻게 하였다.  그는 1976년 고등학교를 졸업하였고, 베테랑 스카우트 조지 딕비의 조언에 1976년 메이저 리그 베이스볼 드래프트의 7번째 라운드에서 보스턴 레드삭스에 의하여 선발되었다.  그는 7천 5백 달러를 위하여 클럽과 계약을 맺었다.

## 마이너 리그 경력
보그스는 칼 립켄 주니어와 로체스터 레드윙스를 상대로 1981년 포터킷 레드삭스의 일원으로서 프로 야구 역사상 최장기 경기에서 활약하였다.  그 일은 8시간, 25분 동안 33개의 이닝를 위하여 지속되었다.  그해 4월 18일부터 4월 19일까지 로드아일랜드주 포터킷에서 32개의 이닝이 벌어졌다.  포터킷과 함께 마이너 리그에서 자신의 마지막 해 동안에 그는 .335의 타구 평균, 167개의 안타와 41개의 2루타와 함께 리그를 이끌었다.

## 메이저 리그 경력

### 보스턴 레드삭스

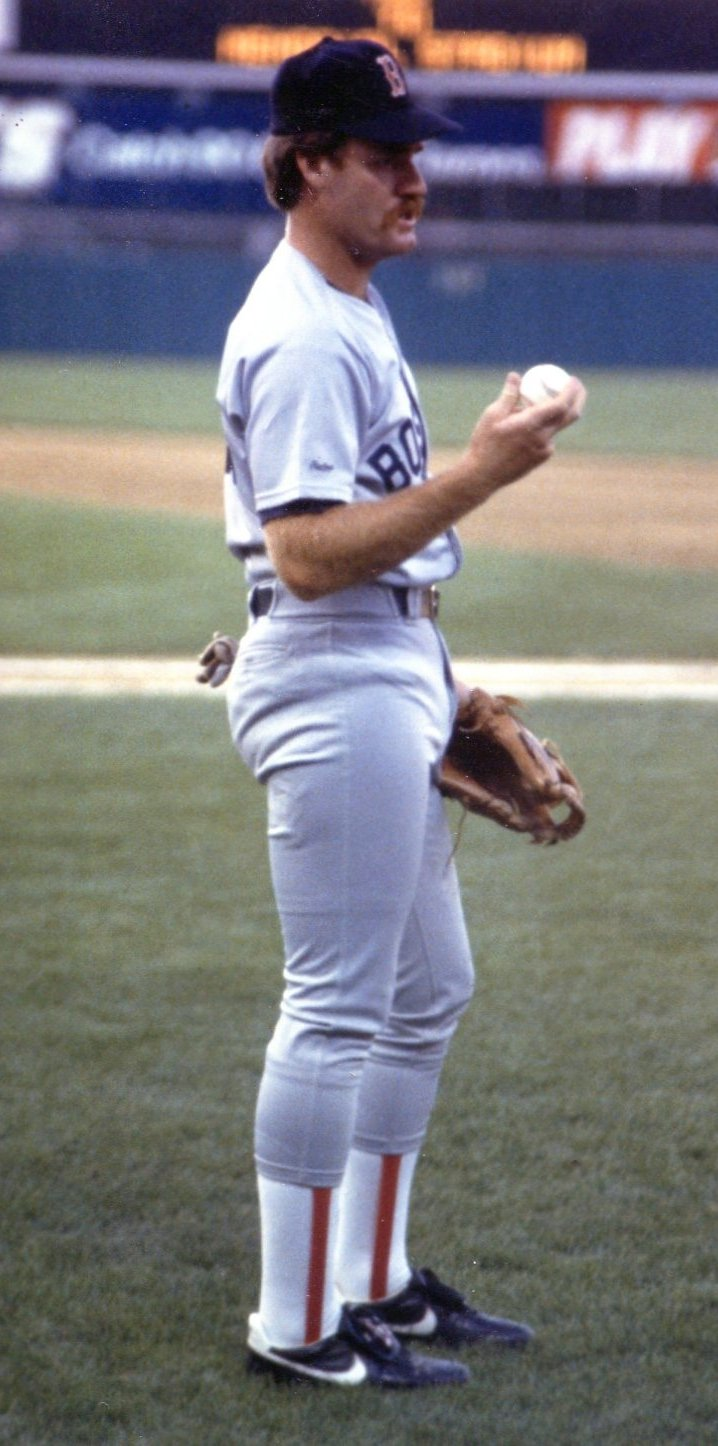
메모리얼 스타디움에서 (1988년)

왼손잡이 타자인 보그스는 1983년에 시작한 5개의 타구 타이틀을 우승하였다.  그는 또한 타구 타이틀을 이길 자신의 루키의 해에 .349 점을 타구하였으나 요구된 최소한 502회의 짧은 121회의 본루 출연을 가졌다.  1982년부터 1988년까지 보그스는 단 한번 .349 점 아래로 쳤으며 1984년 .325 점을 쳤다.  1983년부터 1989년까지 보그스는 후에 시애틀 매리너스의 스즈키 이치로에 의하여 맞추어지고 통과된 연속적 200개의 안타 시즌들을 위하여 아메리칸 리그 기록인 200개 혹은 그 이상의 안타를 자신이 수집한 7개의 연속적 시즌을 연설하였다.  보그스는 또한 100개 혹은 이상의 안타, 100개 이상의 득점과 40개 이상의 2루타와 함께 6개의 시즌을 가지기도 하였다.  자신의 타구 타이틀이 3루수에 의한 빌 매들록의 4개의 메이저 리그 기록을 깬 1988년 후에 또다른 타구 타이틀을 이기지 않았어도 그는 타구에서 리그의 지도적인 선수들 중에 정규적으로 나타났다.
1985년 보그스는 클럽 기록인 72개의 다수 안타 경기들을 가졌다.
1986년 보그스는 레드삭스와 함께 월드 시리즈로 이루었으나 그들은 7개의 경기들에서 뉴욕 메츠에게 패하였다.  그는 .369 점에 펜웨이 파크에서 타구 평균을 위한 기록을 보유한다.
1987년 보그스는 전력 상승을 가져 24개의 홈런, 89개의 타점과 .588의 장타율과 함께 경력 사상 기록을 세웠다.  그는 아무 다른 시즌에 만흔 홈런 만큼 전혀 절반을 타구하지 않았다.

### 뉴욕 양키스
1992년 보그스는 자신이 .300 점에 도달하는 데 실패하고 자신의 경력과 시즌의 말기에 단 3회 중의 하나인 .259 점으로 떨어져 그 절정으로 자신의 전체 경력을 보낸 레드삭스를 떠났다.  그는 2개의 팀들 - 로스앤젤레스 다저스와 레드삭스의 아치 라이벌 뉴욕 양키스에 의하여 무겁게 설득되었다.  그는 다저스가 제공하지 않으려 한 계약으로 그들이 3번째 해를 추가할 때 양키스를 선택하였다.  보그스는 4개의 연속적 올스타전 출연들을 수상하러 가 4개의연속적 .300 점 + 시즌을 가졌고 자신의 방어로 2회의 골든 글러브 상 마저 수집하였다.
1996년 보그스는 자신의 단 하나의 월드 타이틀이 된 18년 만에 양키스가 자신들의 월드 시리즈 타이틀을 우승하는 도움을 주었다.  6번의 랠리에서 승리하는 것을 본 시리즈의 4번째 경기에서 보그스는 10번째 이닝에서 핀치 히트가 요구되었고, 자신의 경력을 통하여 알려진 타구의 조망을 이용한 그는 양키스가 8 대 6으로 우승하러 간 경기에서 양키스에서 선두를 준 스티브 애버리의 외부로 베이스로드를 걸었다.  6번째 경기에서 양키스가 시리즈를 우승한 후, 보그스는 뉴욕 경찰국의 말의 뒤에 뛰어오르면서 기억에 남는 축하를 벌여 말에 자신의 자백된 두려움에 불구하고 공중에서 자신의 집게손가락과 함께 필드를 돌아다녔다.

### 탬파베이 데블 레이스
보그스는 자신 경력의 최종 2개의 시즌들을 위하여 탬파베이 데블 레이스와 계약을 맺었다.  그는 1998년 3월 31일 취임식 경기의 6번째 이닝에서 데블 베이스 역사상 첫 홈런을 쳤다.  1999년 8월 7일 그는 하나의 홈런과 함께 자신의 3,000번째 안타를 수집하였다.  부족한 홈런의 힘을 위한 자신의 평판에 불구하고, 그는 데릭 지터 (2011년 7월 9일)와 알렉스 로드리게스 (2015년 6월 19일)에 이어 3,000번째 안타가 홈런이었던 단 3명의 선수들 중의 하나이고, 그는 그런 안타를 이루는 데 첫 선수였다.  보그스는 무릎 부상을 입은 후 1999년 은퇴를 하여 .328의 경력 타구 평균과 3,010개의 안타와 함께 떠났다.  그의 마지막 경기는 1999년 8월 27일에 있었으며 클리블랜드 인디언스를 상대로 볼넷과 0 루 3 타로 갔다.  트로피카나 필드의 청색 좌석들의 나머지 중에 2개의 노란색 좌석들은 둘다 우익에 상륙한 역사적 공들을 특징지어 각각 공이 상륙한 지역으로서 그것을 작은 금속판과 함께 지적하였다.  자신의 경력에서 너무 늦은 첫해의 확장 팀 데블 레이스와 함께 계약을 맺은 사실에 불구하고 그는 팀 역사상 최연장 전직 데블 레이스 선수이다.  (이 일은 자신들이 데블 레이스로 부른 시간 만을 포함한다)  그는 또한 팀을 위하여 활약하는 데 탬파베이의 본고장 사람이었다.

## 야구 영예

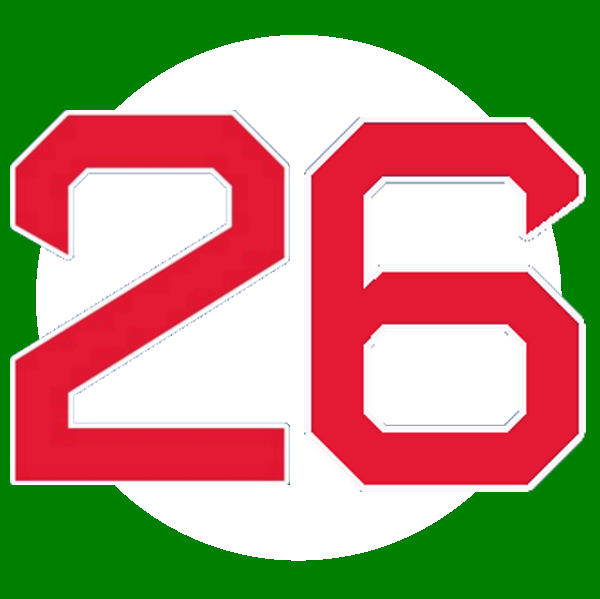
보스턴 레드삭스에 의하여 영구 결번된 보그스의 등번호 26 (2016년)

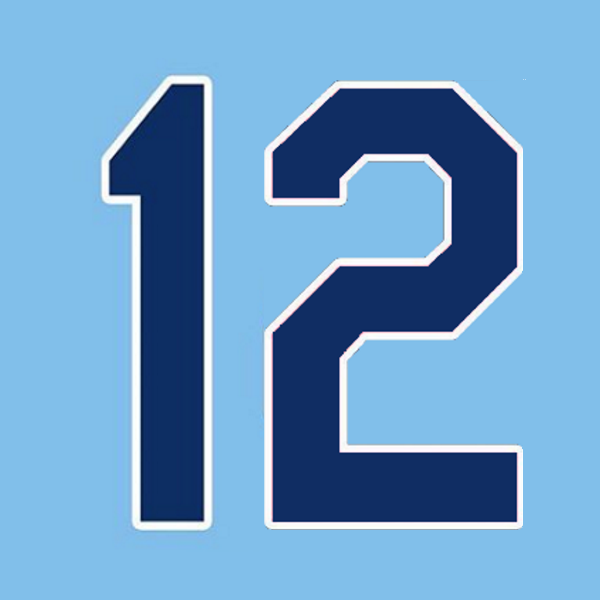
탬파베이 데블 레이스에 의하여 영구 결번된 보그스의 등번호 (2000년)

보그스의 경력은 1982년에 또한 데뷔 (내셔널 리그에서)한 토니 그윈에 유사하였다.  보그스와 그윈은 자신들의 시기의 최고 접촉 타자들이었다.  그들은 둘다 다수의 타구 타이틀 - 보그스가 5개, 그윈이 8개를 우승하였고, 그렇게 하는 데 선수들 만으로서 타이 콥, 로저스 혼즈비와 로드 커루에게 가입하는 데 각각 4개의 연속적 타구 타이틀을 우승하였다.  그윈과 보그스는 4개의 연속적 시즌들에 .350 점 이상을 쳐 1931년 이래 그렇게 하는 데 단 둘의 선수들이다.  그들은 3,000개의 안타와 160개보다 적은 홈런과 함께 제2차 세계 대전 후에 경력들이 끝난 선수들 만으로서 로드 커루와 루 브록에게 가입하였다.
보그스는 메이저 리그 수준에서 투구의 2.1 이닝들을 기록하였다.  그의 주요 투구는 1997년 양키스의 애너하임 에인절스를 상대로 경기를 위하여 하나의 셧아웃 이닝에서 하나의 패스트볼과 더불어 자신이 16번이나 이용한 너클볼이었다.  보그스는 그 경기가 열린 동안 하나의 스트라이크아웃 투구를 기록하였다.  보그스는 또한 1999년 데블 레이스의 볼티모어 오리올스를 상대로 경기를 위하여 1.1 이닝들을 투구하여 하나의 득점을 허용하였다.
2015년 12월 21일 레드삭스는 보그스의 등번호 26을 영구 결번 시킨다는 것을 공고하였다.  식전은 2016년 3월 26일에 열렸다.  보그스는 양키 스타디움에서 야구의 다수 이닝 경기를 선수들이 활약한 과거 양카스의 축제 "올드 타이머스 데이"에 때때로 나오는 편이다.
그의 소유적 스타일은 경기가 열리기 전의 각각의 저녁 시간에 4개의 타석을 시각화에 구성한 정신적 준비 기술을 포함하였고, 성공적으로 4개의 안타를 얻는 데 자신의 상상하였다.
1986년 6월 8일로 봐서 이전의 162개의 경기들 (2개의 시즌들을 가로질렀어도 완전한 시즌에 동등한)의 코스에 보그스는 254개의 안타와 635개의 타석들과 함께 .400 점을 타구하고 있었다.
1987년 이어진 시즌에 새로운 계약을 맺은 보그스는 자신의 경력의 아무 해에 가장 많은 24개의 홈런을 쳤다.
자신의 18년 메이저 리그 경력에서 보그스는 3개의 5-안타 경기와 59개의 4-안타 경기들을 기록하였다.  1987년 6월 29일 그는 펜웨이 파크에서 오리올스에 14 대 3의 승리에서 경력 사상의 7개 타점을 가졌다.
탬파베이 데블 레이스는 2000년 4월 7일 그의 등번호 12를 영구 결번시켰다.  그 일은 레이스에 의하여 단 한번 발행되어 온 단 하나의 등번호이다.
보스턴 레드삭스는 보그스를 2004년 팀의 명예의 전당으로 헌액시켰고, 그의 등번호 26은 2016년 5월 26일 시합 전이 있는 동안 영구 결번되었다.
보그스는 자신의 미신으로 알려졌다.  그는 모든 경기 전에 닭고기를 먹었고, 매일 같은 시간에 일어나 저녁 7시 17분에 단거리를 달렸다.  필드에서 그의 포지션으로부터 경로는 홈의 더그아웃으로 길을 꺾었다.  자신이 유대인이 아니었어도 각각의 타석이 있기 전에 타구의 상자에서 히브리어 단어 "Chai"를 끌어냈다.  펜웨이 파크의 아나운서 셤 펠러가 그의 등번호를 공고하는 것을 잊을 때 그 날에 보그스가 한번 슬럼프에서 벗어났기 때분에 펠러가 그를 소개할 때 보그스는 펠러에게 자신의 등번호를 말하지 말라고 의문하였다.
Baseball-Reference.com은 보그스의 콧수염을 야구 역사상 3번째로 최고로서 랭킹에 들게 하였다.

## 연도별 타격 성적
| 연 도      | 소 속      | 경 기 | 타 석 | 타 수 | 득 점 | 안 타 | 2 루 타 | 3 루 타 | 홈 런 | 루 타 | 타 점 | 도 루 | 도 루 자 | 희 생 번 | 희 생 플 | 볼 넷 | 고 4 | 사 구 | 삼 진 | 병 살 타 | 타 율 | 출 루 율 | 장 타 율 | O P S |
| ---------- | ---------- | ----- | ----- | ----- | ----- | ----- | ------- | ------- | ----- | ----- | ----- | ----- | -------- | -------- | -------- | ----- | ---- | ----- | ----- | -------- | ----- | -------- | -------- | ----- |
| 1982년     | BOS        | 104   | 381   | 338   | 51    | 118   | 14      | 1       | 5     | 149   | 44    | 1     | 0        | 4        | 4        | 35    | 4    | 0     | 21    | 9        | .349  | .406     | .441     | .847  |
| 1983년     | BOS        | 153   | 685   | 582   | 100   | 210   | 44      | 7       | 5     | 283   | 74    | 3     | 3        | 3        | 7        | 92    | 2    | 1     | 36    | 15       | .361  | .444     | .486     | .930  |
| 1984년     | BOS        | 158   | 726   | 625   | 109   | 203   | 31      | 4       | 6     | 260   | 55    | 3     | 2        | 8        | 4        | 89    | 6    | 0     | 44    | 13       | .325  | .407     | .416     | .823  |
| 1985년     | BOS        | 161   | 758   | 653   | 107   | 240   | 42      | 3       | 8     | 312   | 78    | 2     | 1        | 3        | 2        | 96    | 5    | 4     | 61    | 20       | .368  | .450     | .478     | .928  |
| 1986년     | BOS        | 149   | 693   | 580   | 107   | 207   | 47      | 2       | 8     | 282   | 71    | 0     | 4        | 4        | 4        | 105   | 14   | 0     | 44    | 11       | .357  | .453     | .486     | .939  |
| 1987년     | BOS        | 147   | 667   | 551   | 108   | 200   | 40      | 6       | 24    | 324   | 89    | 1     | 3        | 1        | 8        | 105   | 19   | 2     | 48    | 13       | .363  | .461     | .588     | 1.049 |
| 1988년     | BOS        | 155   | 719   | 584   | 128   | 214   | 45      | 6       | 5     | 286   | 58    | 2     | 3        | 0        | 7        | 125   | 18   | 3     | 34    | 23       | .366  | .476     | .490     | .966  |
| 1989년     | BOS        | 156   | 742   | 621   | 113   | 205   | 51      | 7       | 3     | 279   | 54    | 2     | 6        | 0        | 7        | 107   | 19   | 7     | 51    | 19       | .330  | .430     | .449     | .879  |
| 1990년     | BOS        | 155   | 713   | 619   | 89    | 187   | 44      | 5       | 6     | 259   | 63    | 0     | 0        | 0        | 6        | 87    | 19   | 1     | 68    | 14       | .302  | .386     | .418     | .804  |
| 1991년     | BOS        | 144   | 641   | 546   | 93    | 181   | 42      | 2       | 8     | 251   | 51    | 1     | 2        | 0        | 6        | 89    | 25   | 0     | 32    | 16       | .332  | .421     | .460     | .881  |
| 1992년     | BOS        | 143   | 598   | 514   | 62    | 133   | 22      | 4       | 7     | 184   | 50    | 1     | 3        | 0        | 6        | 74    | 19   | 4     | 31    | 10       | .259  | .353     | .358     | .711  |
| 1993년     | NYY        | 143   | 644   | 560   | 83    | 169   | 26      | 1       | 2     | 203   | 59    | 0     | 1        | 1        | 9        | 74    | 4    | 0     | 49    | 10       | .302  | .378     | .363     | .741  |
| 1994년     | NYY        | 97    | 434   | 366   | 61    | 125   | 19      | 1       | 11    | 179   | 55    | 2     | 1        | 2        | 4        | 61    | 3    | 1     | 29    | 10       | .342  | .433     | .489     | .922  |
| 1995년     | NYY        | 126   | 541   | 460   | 76    | 149   | 22      | 4       | 5     | 194   | 63    | 1     | 1        | 0        | 7        | 74    | 5    | 0     | 50    | 13       | .324  | .412     | .422     | .834  |
| 1996년     | NYY        | 132   | 574   | 501   | 80    | 156   | 29      | 2       | 2     | 195   | 41    | 1     | 2        | 1        | 5        | 67    | 7    | 0     | 32    | 10       | .311  | .389     | .389     | .778  |
| 1997년     | NYY        | 103   | 407   | 353   | 55    | 103   | 23      | 1       | 4     | 140   | 28    | 0     | 1        | 2        | 4        | 48    | 3    | 0     | 38    | 3        | .292  | .373     | .397     | .770  |
| 1998년     | TB         | 123   | 483   | 435   | 51    | 122   | 23      | 4       | 7     | 174   | 52    | 3     | 2        | 0        | 2        | 46    | 6    | 0     | 54    | 13       | .280  | .348     | .400     | .748  |
| 1999년     | TB         | 90    | 334   | 292   | 40    | 88    | 14      | 1       | 2     | 110   | 29    | 1     | 0        | 0        | 4        | 38    | 2    | 0     | 23    | 14       | .301  | .377     | .377     | .754  |
| 통산：18년 | 통산：18년 | 2439  | 10740 | 9180  | 1513  | 3010  | 578     | 61      | 118   | 4064  | 1014  | 24    | 35       | 29       | 96       | 1412  | 180  | 23    | 745   | 236      | .328  | .415     | .443     | .858  |

- 굵은 글씨는 시즌 최고 성적.